# Karl Schubert
Karl Schubert (ur. 21 maja 1902 w Prudniku, zm. 13 grudnia 1934 tamże) – niemiecki botanik, badacz owadów bezskrzydłych i ważek.

## Życiorys
Urodził się 21 maja 1902 w Prudniku jako syn niezamężnej robotnicy Otylii Waschek. 18 sierpnia tego samego roku jego matka wyszła za mąż za czeladnika krawieckiego Karla Schuberta, który następnie wystąpił o uznanie jego ojcostwa. Już we wczesnej młodości Karl interesował się życiem roślin i zwierząt.
Po uzyskaniu w 1924 świadectwa dojrzałości studiował nauki przyrodnicze na Uniwersytecie Wrocławskim. W listopadzie 1929 zdał egzaminy państwowe z botaniki, zoologii, geografii i fizyki. Nie mogąc znaleźć odpowiedniej posady, wykorzystywał czas wolny na badania biologiczne, które prowadził w okolicach Prudnika i w Jesionikach, oraz nawiązywał kontakty z ośrodkami naukowymi m.in. w Zurychu, Krakowie i Madrycie. Początkowo zajmował się przede wszystkim ważkami (Odonata) i prostoskrzydłymi (Orthoptera), z czasem jednak zaczął specjalizować się w faunie torfowisk. 10 stycznia 1934 uzyskał we Wrocławiu stopień doktora filozofii na podstawie poświęconej bezskrzydłym owadom z obszaru Śląska dysertacji „Ökologische Studien an schlesischen Apterygoten”. W czerwcu 1934 starosta prowincji Górny Śląsk mianował go komisarzem do spraw ochrony pomników przyrody na Górnym Śląsku.
Zmarł w Prudniku 13 grudnia 1934 po ciężkiej chorobie, w wieku 32 lat. Był żonaty z Anną Herrmann.